# Mazda Nagare

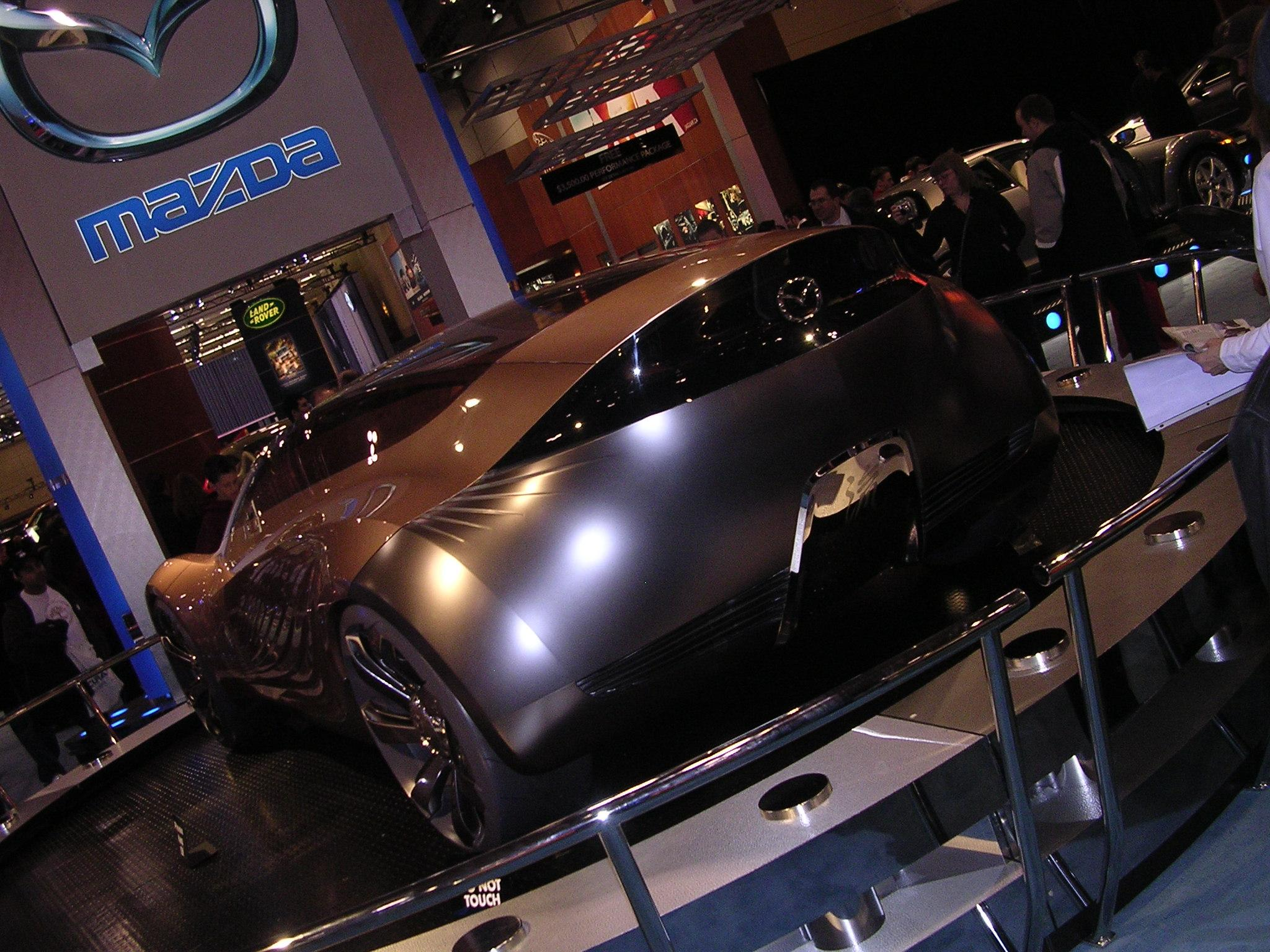

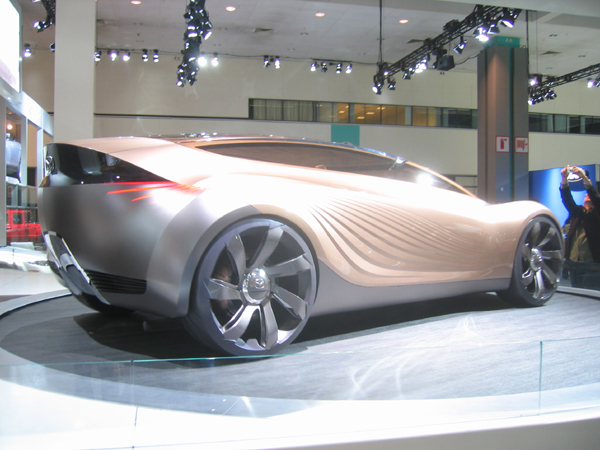

Der Mazda Nagare ist ein Konzeptfahrzeug, das Mazda 2006 auf der Los Angeles Auto Show vorstellte. Der Nagare stellt eine Übung für natürliches und organisches Autodesign dar, das die Zukunft der Mazda-Automobile ausloten soll. Sein Name bedeutet im Deutschen Fluss und die Konstrukteure studierten daran speziell die Bewegung und die Effekte, die es auf die natürliche Umgebung hat.
Der Wagen wurde unter der Verantwortung von Laurens van den Acker, Mazdas Weltdesigndirektor, von einem Team unter Leitung von Franz von Holzhausen, Director of Design der Mazda North American Operations’ (MNAO)  in Irvine (Kalifornien) entworfen.
Franz von Holzhausen sagte: „Der Nagare zelebriert Proportionen und eine Oberflächensprache, die sich in künftige Designstudien für die Präsentation bei weiteren internationalen Automobilausstellungen fortpflanzen wird. Der Nagare erforscht Licht und Schatten und entwickelt die Designdetails für die nächste Automobilgeneration von Mazda. Wir schauen mit dem Nagare ziemlich weit voraus. Wir wollen aufzeigen, wie das Mazda-Design 2020 aussehen wird. Dabei haben wir die Grundproportionen neu definiert, ebenso wie die Idee von Fahren, ohne den Gefühlsaspekt zu verlieren. Der Geist des Mazdafahrens wird vom Nagare erweitert und intensiviert.“

## Styling
Der Mazda Nagare zelebriert laut seinem Chefdesigner Proportionen und eine Oberflächensprache: „Seine Karosserielinien fließen wie Flüssigkeit durch sein weiches, rahmenloses Design und es gibt keine Unterscheidungsmerkmale, die vom Gesamtthema des Autos ablenken. Er hat eine große Windschutzscheibe, die in einem sehr flachen Winkel in das Glasdach des Wagens übergeht. Seine großen, aggressiven Räder sind förmlich in die Radkästen eingewickelt und als Teil der Karosserie integriert.“
„Zwei doppelt lange Türen sind vorne angeschlagen und spreizen sich von der Fahrerkabine ab wie Flügel eines Schmetterlings. Innen sieht man den Fahrersitz in der Mitte des vorderen Teils des Innenraums eingebaut und drei Sitze für Mitfahrer sind hinten um ihn herum angeordnet. Im Innenraum setzen sich die organischen Themen mit futuristischen elliptischen Instrumenten und Bedienelementen fort und liefern Informationen an den Fahrer.“

## Motor
Details des Antriebes können derzeit nur vermutet werden. Mazda gab keine Informationen über die Motorenspezifikation oder die Leistung heraus, weil sie den Fokus auf die Designelemente des Wagens legen wollten. Einige Leute glauben, dass der Nagare mit dem künftigen wasserstoffbetriebenen Wankelmotor von Mazda ausgestattet sein könnte.

## Technische Details
Mazda pflegt mit dem Design des Nagare den Charakter eines Sportwagens, wie bei all seinen Produkten. Die Form besitzt auch die Funktion, den Luftwiderstand zu verringern. Die Räder des Nagare sind an den vier Fahrzeugecken positioniert, um schnelles Ansprechen der Lenkung und ein agiles Fahrverhalten zu gewährleisten.

### Einzelnachweis
1. ↑  http://www.mazdausa.com/MusaWeb/displayPage.action?pageParameter=upcomingNagare&bhcp=1 ; abgerufen am 30. Dezember 2013